# Antonio Barata Matas

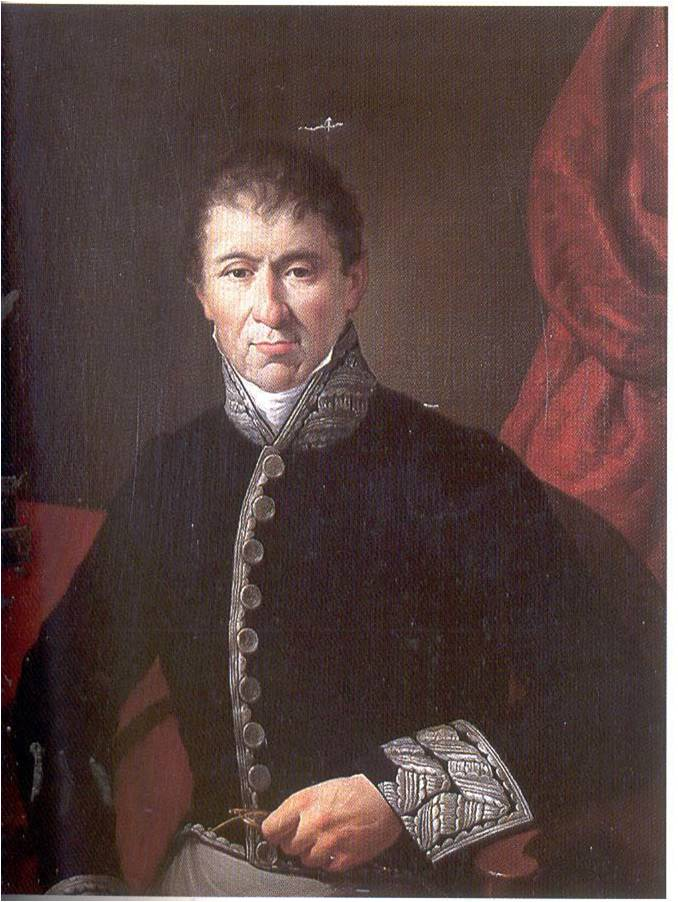
Antonio Barata. Vicenç Rodés i Àries (Real Academia Catalana de Bellas Artes de San Jorge).

Antonio Barata Matas (Matadepera, 21 de febrero de 1772-Tarifa, 4 de febrero de 1850) fue un hacendista y político español.  

## Biografía
Hijo de Juan Barata y de Antonia Matas, fue desde su juventud un liberal convencido arrastrado por las ideas de la Revolución francesa. Comenzada la Guerra de la Independencia española es designado vocal de la Junta Suprema de Cataluña hasta 1811.
Al iniciarse tras la restauración fernandina el Trienio liberal es nombrado el 4 de marzo de 1821 secretario de Estado y del Despacho de Hacienda hasta el 31 de octubre de ese año. Tras la muerte de rey en 1833 será subdelegado de Fomento de Barcelona y director de la Real Caja de Amortización. Posteriormente ascenderá a ministro del Consejo Real y decano de la Sección de Hacienda. Caso con Ángela Bringas Iruegas, hija del famoso Intendente de los Reales Ejércitos y Proveedor de Utensilios de los Reales Ejércitos, Villa de Madrid, sus inmediaciones y Sitios Reales Don Francisco Bringas Presilla. Fue senador en 1845.